# إير ليكيد

الشعار القديم للشركة

إير ليكيد (بالفرنسية: Air Liquide)‏ (بمعنى الهواء السائل) هي شركة فرنسية رائدة في مجال الغازات الصناعية، كما تقدم خدمات ودعم تقني في مجال الطب والأبحاث العلمية والهندسية التطبيقية.
تأسست الشركة سنة 1902، ويقع مقرها الرئيسي في العاصمة الفرنسية باريس، ويبلغ عدد موظفيها حوالي 46٬000 موظف في أكثر من 80 دولة.

## وصلات خارجية
- الموقع الرسمي